# Papa Diabaté

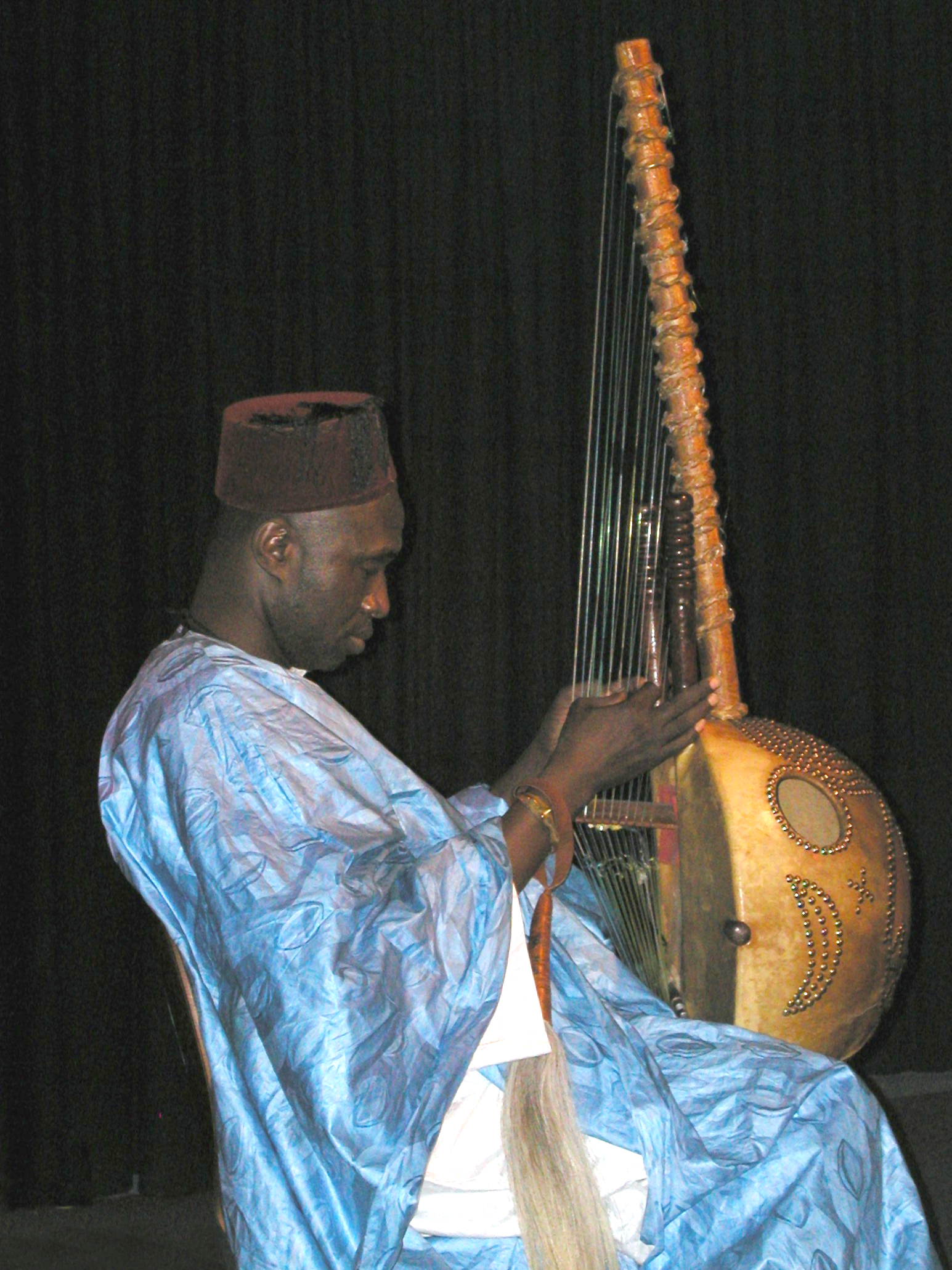
Papa Diabaté im November 2008 im club W71

Papa Diabaté oder auch Grand Papa Diabaté (eigentlich Kerfala Diabaté) ist ein Griot, Koraspieler und Gitarrist aus Guinea.
Seit mehreren Jahren lebt und arbeitet Diabaté in Paris. Neben seiner Tätigkeit als Session- und Studiomusiker bei Mory Kanté und anderen ist er in der guineischen Diaspora in Frankreich bei Taufen und Hochzeiten aktiv.
In Europa erschien 1999 sein Soloalbum Guitar, Extra Dry. Des Weiteren ist er auf den Samplern African Virtuoses: The Classic Guinean Guitar (2007) und Desert Blues 2 (2002) mit Solostücken vertreten. Papa Diabaté wirkte auf Veröffentlichungen von Manfila Kanté und Sona Diabaté mit, die in Deutschland auf Günter Gretz’ Label popular african music, das sich auf die Veröffentlichung afrikanischer Musik der letzten Jahrzehnte spezialisiert hat, erschienen sind. Außerdem war er beteiligt an Weltmusik-Projekten mit Rüdiger Oppermann und der bretonischen Harfenistin Morgan.